# Parque nacional de Betung Kerihun
El Parque nacional de Betung Kerihun (anteriormente Bentuang Karimun) es un parque nacional en la provincia indonesia de Kalimantan Occidental en la isla de Borneo.
Se encuentra tierra adentro, a lo largo de la frontera con Malasia. El parque se creó en el año 1995, y tiene una superficie total de 8000 km 2 o alrededor del 5,5 % de la superficie de la provincia de Kalimantan Occidental. Junto con el Santuario de la vida salvaje Lanjak Entimau de dos mil kilómetros cuadrados en Malasia, ha sido propuesto para formar un lugar Patrimonio de la Humanidad con el título de "Bosque tropical transfronterizo de la isla de Borneo".

## Topografía y ecología
El parque nacional Betung Kerihun es montañoso y con colinas, con altitudes que van desde los 150 m hasta casi 1800 m. La topografía se caracteriza por laderas muy inclinadas, con más de la mitad de la superficie del parque con inclinaciones de más del 45 %. Los picos más altos son el monte Kerihun (1790 m) y el monte Lawit (1767 m). El parque se encuentra en la cabecera del río Kapuas.
El parque en gran medida está ocupado por dos ecorregiones de pluvisilva, la pluvisilva montana de Borneo, que ocupa alrededor de 2/3 de su superficie, y la pluvisilva de llanura de Borneo.

## Flora y fauna
En los bosques de las tierras bajas los árboles dominantes dominantes son especies de la familia Dipterocarpaceae, que son reemplazas a mayor altitud por robles (Quercus y Lithocarpus ssp.) y castaños (Castanopsis ssp.). En el parque se han identificado al menos 97 especies de orquídeas y 49 especies de palmeras.
La fauna del parque es rica, con 300 especies de aves (25 endémicas de Borneo), al menos 162 especies de pescado y al menos 54 mamíferos. En el parque se protege al orangután de Borneo, especie en peligro de extinción y otras siete especies de primates: gibón gris, surili de frente blanca, langur marrón, macaco cola de cerdo sureño, macaco cangrejero, loris de Sonda y tarsero oriental.

## Asentamientos humanos
Varias tribus dayak, incluyendo los dayak iban, dayak taman, y dayak bukat viven en el parque. Hay 12 pueblos en el parque y a su alrededor, dos de los cuales se encuentran dentro del parque (Nanga Bungan y Tanjung Lokang) y seis adyacentes al límite del parque. Viven de la caza, de recoger productos forestales diferentes a la madera y agricultura de subsistencia basada en un sistema de agricultura itinerante.

## Conservación y amenazas
El parque nacional Betung Kerihun se estableció por vez primera como una reserva natural de 600.000 hectáreas en 1982 por un decreto del Ministerio de Agricultura. El tamaño fue ampliado a 800.000 hectáreas en 1992 y el estatus de conservación se cambió a parque nacional en 1995. La unidad de administración del parque Betung Kerihun se lanzó formalmente por el Ministerio de Silvicultura el año 1997. Actualmente, tiene 57 personas trabajando y 20 miembros honorarios. Entre ellos, 24 rangers del parque que son responsables de supervisar cada uno de los cuatro puestos de campo en la superficie de 800.000 hectáreas.
Amenazas significativas hacia la integridad de Betung Kerihun son la deforestación por la tala ilegal y los cazadores furtivos. Los datos que WWF recogió en 2002 mostraron que alrededor de 31.000 árboles fueron talados ilegalmente en el parque. Hay estudios que sugieren que la caza furtiva del orangután más amenazado está alcanzando niveles alarmantes. Alrededor de 10-15 orangutanes fueron vendidos cada mes de los bosques de Kalimantan Occidental y Central para surtir a los mercados en las grandes ciudades de Indonesia, incluyendo Yakarta y Denpasar.